# Яковенко Павло Олександрович
Яковенко Павло Олександрович (* 19 грудня 1964, Нікополь, Дніпропетровська область, Українська РСР, СРСР) — радянський та український футболіст, згодом футбольний тренер. Як футболіст тричі ставав чемпіоном СРСР, є дворазовим володарем Кубка СРСР, володарем Кубка володарів кубків УЄФА, був учасником чемпіонату світу 1986 року.
Після завершення кар'єри гравця тренував українські та російські футбольні клуби, а також юнацькі і молодіжну збірні команди України.

## Клубна кар'єра
Починав займатися футболом у ДЮСШ «Колоса» з рідного Нікополя. Згодом перебрався до юнацької команди «Дніпро-75» з обласного центру, а ще за деякий час — до Харкова, де врешті-решт опинився у структурі «Металіста».
1981 року 16-річний гравець дебютував у Першій лізі чемпіонату СРСР, яку його «Металіст» того сезону виграв. Наступного сезону провів два матчі за харківську команду вже у вищій союзній лізі, після чого був запрошений до київського «Динамо».
Попри юний вік відразу почав отримувати ігрову практику у столичній команді, і у переможному для киян сезоні 1985 вже був одним з основних півзахисників у тактичних побудовах Валерія Лобановського. У сезоні 1986 року здобув у складі «динамівців» свій другий поспіль титул чемпіона СРСР, а також став тріумфатором тогорічного розіграшу Кубка володарів кубків УЄФА.
1987 року трофейні здобутки київського «Динамо» обмежилися перемогою у розіграші Кубка СРСР та здобуттям Кубка сезону, а Яковенко продовжував лишатися ключовою фігурою у побудові гри команди у центрі поля. Однак вже на початку 1988 року гравець отримав важке ушкодження декількох зв'язок колінного суглобу та відрив м'язу, все це в різних зонах. Після цієї травми вже остаточно не відновився, незважаючи на хірургічну допомогу професора Віталія Левенця та консультації українських та французьких спеціалістів. Надалі брав участь щонайбільше у 10 матчах за сезон, відновлюючись після чергового рецидиву травми.
1992 року, єдиним із «зіркового» складу «Динамо» зразка 1986 року, став учасником першого чемпіонату незалежної України, а вже по ходу наступного сезону також вирішив спробувати свої сили за кордоном. У грудні 1992 року приєднався до лав французького «Сошо», утім невдовзі учергове травмувався і встиг до завершення сезону провести лише три матчі. Наступний сезон 1993/94 почався не краще — травми дозволили гравцеві взяти участь також лише у трьох іграх, після чого у листопаді 1993 клуб ініціював передчасне розірвання контракту, а гравець був змушений у неповні 29 років вирішити завершити ігрову кар'єру.

## Виступи за збірну
Залучався до лав молодіжної збірної СРСР, у її складі був учасником молодіжного ЧС-1983.
У травні 1986 року дебютував у складі збірної СРСР і, як більшість його партнерів по київському «Динамо», був включений до заявки команди на тогорічний чемпіонат світу. На мундіалі взяв участь у трьох матчах, зробив свій внесок у розгром угорців на груповому етапі, забивши один із шести голів радянської команди.
Після світової першості почав отримувати дедалі більше ігрового часу в матчах збірної і до першої важкої травми навесні 1988 року встиг провести у її складі 18 матчів. Утім травма і її рецидиви не дозволили гравцеві взяти участь у Євро-1988 і ЧС-1990.

## Тренерська робота
Завершивши ігрову кар'єру і повернувшись до рідного Нікополя, наприкінці 1993 року очолив тренерський штаб місцевого «Металурга».
1996 року був запрошений до Росії, де працював з «Ураланом». Із 2000 року знову працював на батьківщині, тренуючи «Борисфен».
Паралельно почав співпрацю з Федерацією футболу України щодо підготовки юнацьких збірних країни. На юнацькому Євро-2002 (U-17) керував діями збірної 17-річних, яка не змогла подолати груповий етап, заробивши лише одну нічию у трьох іграх групового етапу.
За два роки, на юнацькому Євро-2004 (U-19), очолювана Яковенком команда 19-річних виступила вже значно успішніше, пробившись до півфіналів, на стадії яких лише в серії післяматчевих пенальті поступилася майбутнім переможцям турніру іспанцям. Паралельно на початку 2000-х у тандемі з Геннадієм Литовченком опікувався підготовкою молодіжної збірної України.
Після успішної роботи з юнацькою збірною України 2004 року прийняв пропозицію повернутися до клубної роботи в Росії, де тренував спочатку «Хімки», згодом «Кубань», а 2007 років провів одну гру на чолі «Ростова».
2008 року повернувся до роботи з молодіжної збірної України, підготовкою якої займався до 2012 року. Зміг вивести команду на другий в її історії чемпіонат Європи, проте у фінальній частині молодіжного Євро-2011 українці виступили невдало, здобувши лише одну нічию у трьох іграх групового етапу при різниці м'ячів 1:5 на користь суперників.
17 жовтня 2020 року очолив першолігову «Оболонь». 5 травня 2021 року припинив співпрацю з київським клубом.
| Дата       | Місто           | Господарі | Результат  | Гості      | Турнір               | Голи | Примітки |
| ---------- | --------------- | --------- | ---------- | ---------- | -------------------- | ---- | -------- |
| 7-5-1986   | Москва          | СРСР      | 0 – 0      | Фінляндія  | товариський матч     | -    | 70'      |
| 2-6-1986   | Ірапуато        | СРСР      | 6 – 0      | Угорщина   | ЧС 1986 - 1-й етап   | 1    | 74'      |
| 5-6-1986   | Леон            | Франція   | 1 – 1      | СРСР       | ЧС 1986 - 1-й етап   | -    | 68'      |
| 15-6-1986  | Леон            | СРСР      | 3 – 4 д.ч. | Бельгія    | ЧС 1986 - 1/8 фіналу | -    | 78'      |
| 20-8-1986  | Гетеборг        | Швеція    | 0 – 0      | СРСР       | товариський матч     | -    | 67'      |
| 11-10-1986 | Париж           | Франція   | 0 – 2      | СРСР       | Відбір до ЧЄ 1988    | -    |          |
| 29-10-1986 | Сімферополь     | СРСР      | 4 – 0      | Норвегія   | Відбір до ЧЄ 1988    | -    |          |
| 18-2-1987  | Суонсі          | Уельс     | 0 – 0      | СРСР       | товариський матч     | -    |          |
| 18-4-1987  | Тбілісі         | СРСР      | 1 – 3      | Швеція     | товариський матч     | -    | 68'      |
| 29-4-1987  | Київ            | СРСР      | 2 – 0      | НДР        | Відбір до ЧЄ 1988    | -    | 72'      |
| 3-6-1987   | Осло            | Норвегія  | 0 – 1      | СРСР       | Відбір до ЧЄ 1988    | -    | 68'      |
| 29-8-1987  | Белград         | Югославія | 0 – 1      | СРСР       | товариський матч     | -    | 46'      |
| 9-9-1987   | Москва          | СРСР      | 1 – 1      | Франція    | Відбір до ЧЄ 1988    | -    | 71'      |
| 28-10-1987 | Сімферополь     | СРСР      | 2 – 0      | Ісландія   | товариський матч     | -    | 80'      |
| 20-2-1988  | Барі            | Італія    | 4 – 1      | СРСР       | товариський матч     | -    | 37' 46'  |
| 23-3-1988  | Марусі          | Греція    | 0 – 4      | СРСР       | товариський матч     | -    |          |
| 31-3-1988  | Західний Берлін | Аргентина | 2 – 4      | СРСР       | товариський матч     | -    | 74' 77'  |
| 2-4-1988   | Західний Берлін | Швеція    | 2 – 0      | СРСР       | товариський матч     | -    | 68'      |
| 28-3-1990  | Київ            | СРСР      | 2 – 1      | Нідерланди | товариський матч     | -    | 46'      |
| Усього     |                 | Матчів    | 19         |            | Голів                | 1    |          |

## Титули і досягнення
- Володар Кубка володарів кубків УЄФА (1):

«Динамо» (Київ): 1985/1986
- Чемпіон СРСР (3):

«Динамо» (Київ): 1985, 1986, 1990
- Володар Кубка СРСР (3):

«Динамо» (Київ): 1984/85, 1986/87, 1989/90
- Володар Кубка сезону (Суперкубка СРСР) (2):

«Динамо» (Київ): 1986, 1987

## Державні нагороди
- Орден «За заслуги» II ст. (13 травня 2016) — за вагомі особисті заслуги у розвитку і популяризації вітчизняного футболу, піднесення міжнародного спортивного престижу України та з нагоди 30-річчя перемоги у фінальному матчі Кубка володарів кубків УЄФА, здобутої під керівництвом головного тренера футбольного клубу «„Динамо“ Київ», Героя України Лобановського Валерія Васильовича[5][6]